# Scleroprocta cinctifer
Scleroprocta cinctifer là một loài ruồi trong họ Limoniidae. Chúng phân bố ở miền Cổ bắc.